# San Lorenzo de El Escorial (Gerichtsbezirk)
Der Gerichtsbezirk San Lorenzo de El Escorial ist einer der 21 Gerichtsbezirke in der autonomen Gemeinschaft Madrid.
Der Bezirk umfasst 12 Gemeinden auf einer Fläche von 670,95 km² mit dem Hauptquartier in San Lorenzo de El Escorial.

## Gemeinden
| Gemeinde                                  | Einwohner (2024) | Fläche km² | Dichte Einw./km² | Cod INE | Postleitzahl |
| ----------------------------------------- | ---------------- | ---------- | ---------------- | ------- | ------------ |
| Colmenar del Arroyo                       | 2.015            | 50,57      | 40               | 28042   | 28213        |
| Colmenarejo                               | 9.623            | 31,70      | 304              | 28044   | 28270        |
| El Escorial                               | 17.176           | 68,75      | 250              | 28054   | 28280        |
| Fresnedillas de la Oliva                  | 1.837            | 28,20      | 65               | 28056   | 28214        |
| Navalagamella                             | 3.111            | 76,05      | 41               | 28095   | 28212        |
| Robledo de Chavela                        | 4.725            | 93,01      | 51               | 28125   | 28294        |
| San Lorenzo de El Escorial                | 18.735           | 56,40      | 332              | 28131   | 28200        |
| Santa María de la Alameda                 | 1.517            | 74,41      | 20               | 28135   | 28296, 28297 |
| Valdemaqueda                              | 833              | 52,20      | 16               | 28159   | 28295        |
| Valdemorillo                              | 14.164           | 93,68      | 151              | 28160   | 28210        |
| Villanueva del Pardillo                   | 18.086           | 25,35      | 713              | 28177   | 28229        |
| Zarzalejo                                 | 1.874            | 20,63      | 91               | 28183   | 28293        |
| Gerichtsbezirk San Lorenzo de El Escorial | 93.696           | 670,95     | 140              | –       | –            |